# Smittina rigida
Smittina rigida är en mossdjursart som beskrevs av Lorenz 1886. Smittina rigida ingår i släktet Smittina och familjen Smittinidae. Inga underarter finns listade i Catalogue of Life.